# Justitiële dwaling

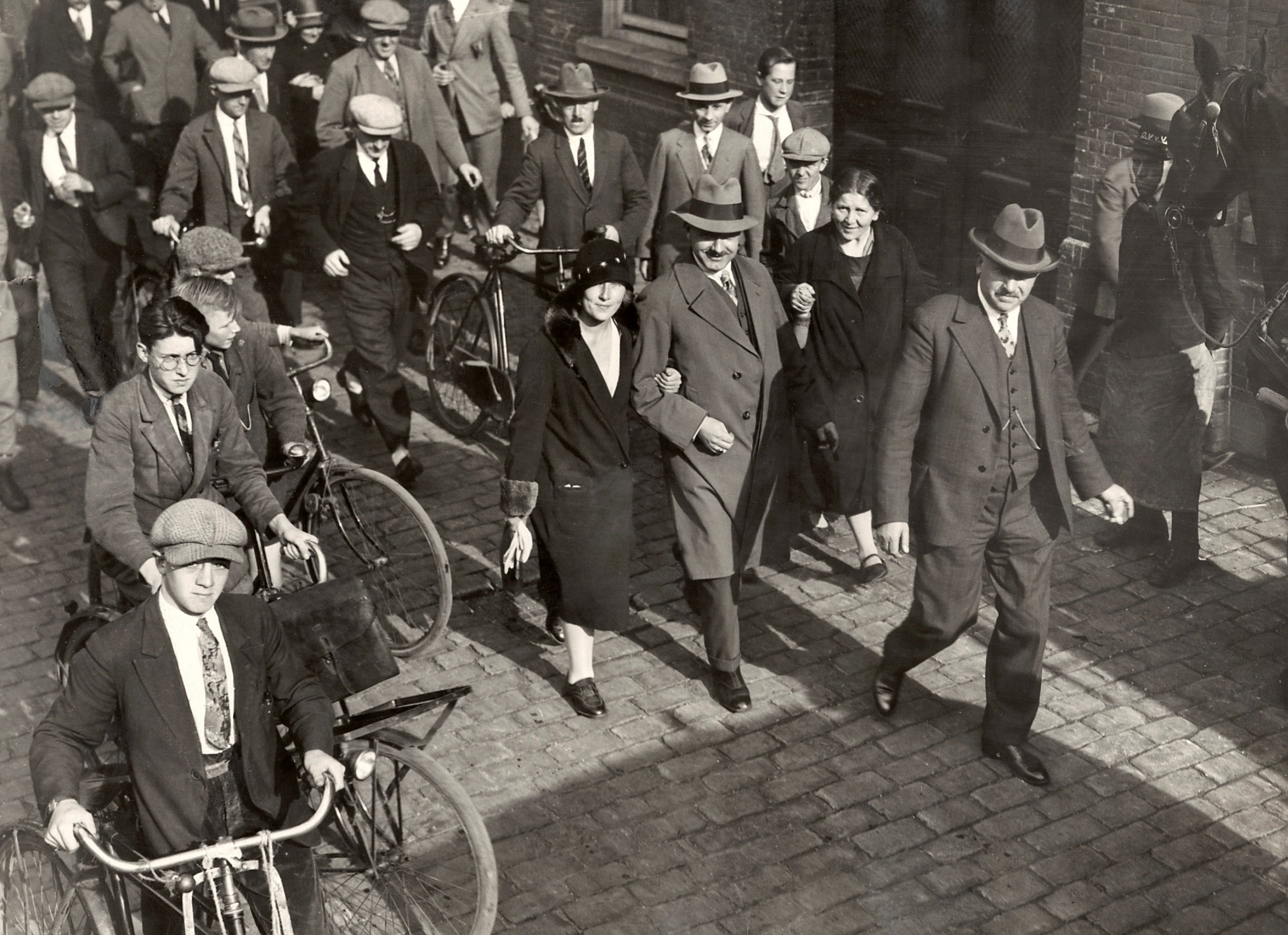
De zaak Giessen-Nieuwkerk: Klunder en Teunissen vijf jaar eerder onschuldig veroordeeld voor moord. Teunissen verlaat na vrijspraak het gerechtshof in Amsterdam met zijn vrouw en de heer Stuy. Amsterdam, 1929.

Een justitiële dwaling is een rechterlijke dwaling of een eenzijdige dwaling van een openbaar aanklager of de jury, waarbij iemand op wie geen schuld rust langdurig wordt vervolgd of zelfs ten onrechte en onherroepelijk wordt veroordeeld.
Dwalingen kunnen bij de vervolging van alle misdrijven optreden. De meest geruchtmakende dwalingen komen doorgaans tot uiting in zaken waarbij hoge straffen (kunnen) worden opgelegd, bijvoorbeeld moordzaken. De laatste jaren tekent zich een groeiende belangstelling af in rechterlijke dwalingen.

## Oorzaken
Justitiële dwalingen ontkrachten de stelling dat een onschuldige niets te vrezen zou hebben. Het roept echter de vraag op hoe het mogelijk kan zijn dat een onschuldige niet alleen vervolgd maar ook (tot lange gevangenisstraffen of ter dood) kan worden veroordeeld. Meestal is er een complex van factoren. Veelgenoemde factoren zijn:
- De verdachte heeft het misdrijf zelf bekend, al dan niet onder (ontoelaatbare) druk of in ruil voor strafvermindering.
- De verdachte ziet van hoger beroep af uit angst tot een nog zwaardere straf te worden veroordeeld.
- Bevooroordeeldheid van de politie, justitie, rechter of jury.
- Een door het slachtoffer gedane valse aangifte.
- Achterhouden of kwijtraken van bewijs door de politie of justitie.
- Manipulatie van bewijsmateriaal, getuigenverklaringen of zelfs meineed.
- Getuigenverklaringen die niet blijken te kloppen, onduidelijk zijn, of waar achteraf bezien te veel of juist te weinig gewicht aan wordt toegekend.
- Over- of onderschatting van getuigen-deskundigen.
- Fouten in het forensisch onderzoek, bijvoorbeeld contaminatie van bewijsmateriaal, of verwisseling van monsters.
- Dwaling van de jury, al dan niet onder (opzettelijke) externe beïnvloeding.
- Opzettelijke manipulatie door de ware schuldige.
- Scoringsdrang, politieke of carrièregerichte motieven, en angst voor gezichtsverlies bij politie en justitie.

In showprocessen is er vaak eveneens sprake van een justitiële dwaling, waarbij de instrumenten van het strafrecht door de overheid worden misbruikt om ongewenste personen te elimineren.

## Gevolgen
Het proces stopt indien de rechter het Openbaar Ministerie niet-ontvankelijk verklaart bij ernstig onherstelbaar vormverzuim, bijvoorbeeld wanneer er geen sprake meer kan zijn van een eerlijk proces in de zin van art. 6 EVRM.
De verdediging kan ernstig vormverzuim aantonen met bijvoorbeeld camerabeelden of het horen van verbalisanten onder ede.
Wanneer iemand direct of zeer snel na de terdoodveroordeling geëxecuteerd wordt, is de straf onherroepelijk. Justitiële dwalingen zijn dan ook als argument aangehaald tegen de doodstraf. Wel is het mogelijk dat iemand postuum gerehabiliteerd wordt en zijn veroordeling wordt vernietigd. In de Verenigde Staten worden terdoodveroordeelden daarom eerst langdurig in de gevangenis opgesloten, zodat eventueel ontlastend bewijsmateriaal tevoorschijn kan komen. De keerzijde hiervan is dat terdoodveroordeelden jarenlang in de dodencellen moeten verblijven, met de bijbehorende onzekerheid, wat als een kwelling kan worden ervaren.
Gevangenisstraf kan echter ook een zware tol eisen van de veroordeelde en zijn familie, zowel lichamelijk als geestelijk. Daarbij is de veroordeelde een stuk van zijn leven 'ontnomen'. Zelfs na rehabilitatie ondervinden ten onrechte veroordeelden bovendien nog maatschappelijke negatieve gevolgen van hun veroordeling. Ze hebben soms te maken met pesterijen, bedreiging of zelfs mishandeling van personen die van hun schuld overtuigd zijn of familie van het slachtoffer, kunnen geen baan (op niveau) meer vinden omdat ze ineens een 'gat' in hun c.v. hebben of omdat de werkgever uit principe geen 'ex-bajesklant' wil aannemen, en ze kunnen een latente vrees voor de politie of overheid in het algemeen ontwikkelen, waardoor ze ook niet meer naar de politie durven te stappen.
Herziening van reeds afgesloten strafzaken is zeer uitzonderlijk. Hiervoor is een
novum vereist. Nieuwe forensische technieken, met name op het gebied van het DNA-onderzoek op voorheen onbruikbaar bewijsmateriaal, kunnen een novum aan het licht brengen.

## Compensatie
De regels voor schadevergoeding verschillen van land tot land. In sommige landen is dit recht in de wet of zelfs de grondwet vastgelegd. In andere landen is dit aan een aantal regels gebonden, zoals voorwaarden of een maximumbedrag. Ook is het mogelijk dat er wettelijk niets is geregeld en dat de veroordeelde zijn toevlucht moet nemen tot een algemene onrechtmatige daad-actie. In sommige gevallen blijft het slachtoffer van de justitiële dwaling met lege handen achter, wanneer in het land in kwestie de overheid niet (civiel) aansprakelijk kan worden gehouden op basis van het 'the king can do no harm'-principe.

## Aandacht in Nederland
In Nederland bleek in september 2005 dat bij de rechtszaak over de Schiedammer parkmoord bij het OM bekend ontlastend bewijs niet aan de rechter is voorgelegd. Volgens het Openbaar Ministerie zou dat niet bewust gebeurd zijn. De vraag of dat al of niet bewust is gebeurd lijkt echter van minder belang. De zaak toonde aan dat het in Nederland mogelijk is dat een rechter tot een veroordeling komt zonder alle beschikbare informatie te kennen.
De ophef rond deze zaak leidde tot hernieuwde belangstelling voor eerdere, bekende, rechterlijke dwalingen. Door sommige critici van de Nederlandse rechtspleging wordt gewezen op een terugkerend patroon bij deze zaken. Zowel politie als justitie wordt verweten dat ze niet onbevooroordeeld naar de feiten en de waarheid zoekt, maar zo snel mogelijk de zaak rond probeert te krijgen. Er zou onvoldoende zelfkritisch vermogen (tunnelvisie) zijn bij die organisaties.
Door de Schiedammer parkmoord is ook de positie van het Nederlands Forensisch Instituut ter discussie komen te staan. Dit instituut heeft in Nederland een monopoliepositie voor gecompliceerde forensische onderzoeken, vooral op het gebied van DNA-onderzoek. Een onafhankelijke contra-expertise is daardoor voor een advocaat of verdachte nauwelijks te verkrijgen.
De Commissie evaluatie afgesloten strafzaken (CEAS) is begin 2006, eveneens naar aanleiding van de Schiedammer parkmoord, ingesteld.
Op 28 november 2006 heeft op de Universiteit van Tilburg het symposium Dubieuze Zaken plaatsgevonden. Aan bod kwamen de Rotterdamse carnavalsmoord, Schiedammer parkmoord en Deventer moordzaak.

## Rechterlijke dwalingen in Nederland

### Moord in Giessen-Nieuwkerk (1923)
Op 3 augustus 1923 werd de 45-jarige stationschef Jacob de Jong in Giessen-Nieuwkerk doodgeslagen gevonden voor zijn stationnetje op het treinspoor. Men concludeerde een roofmoord, hoewel er weinig geld was buit gemaakt en de roofmoordenaars alles goed hadden opgeruimd (zelfs de deur op slot gedraaid). Timmerman Chris Klunder en uitvoerder Jan Theunissen werden veroordeeld tot 15 jaar gevangenisstraf mede op basis van een verklaring van het echtpaar Kroon uit Sliedrecht, naar later bleek onder druk van de politie. Na speurwerk van journalist Kick Geudeker van Het Volk bleek de getuigenis van de Kroons verzonnen. De Hoge Raad wees een herzieningsverzoek toe.

### Showbizzmoord (1981)
Voor de moord op filmproducent Bart van der Laar werd Martien Hunnik in 1984 in hoger beroep wegens doodslag veroordeeld tot 2 jaar gevangenisstraf plus terbeschikkingstelling, op basis van een (valse) bekentenis die hij later had ingetrokken, terwijl hij een alibi had voor het tijdstip van de moord. In de verhoren bleek dat hij ook niet beschikte over daderkennis, kennis omtrent details van de moord die nog niet in de media waren gepubliceerd.
Het Telegraaf Cold Case Team deed onderzoek  naar deze zaak en dat leidde tot twijfel aan Hunniks daderschap. Pas in 2012 kwam een voor Hunnik ontlastend rapport van de Criminele Inlichtingen Eenheid uit 2004 boven tafel. Daarin werd een alternatief scenario voor de moord opgesteld, nadat zich in 2001 een informant bij de politie had gemeld die wel bleek te beschikken over daderkennis. In juli 2014 adviseerde de advocaat-generaal bij de Hoge Raad tot herziening van deze strafzaak. Op 26 mei 2015 oordeelde de Hoge Raad dat de strafzaak heropend moest worden. Op 30 mei 2016 eiste het Openbaar Ministerie de vrijspraak van Martien Hunnik. Deze vrijspraak kwam op 14 juni 2016 van het gerechtshof in Den Haag.

### Rotterdamse carnavalsmoord (1984)
Op een Antilliaans feest werd 'cocaïnekoning' Ismael Mambre doodgeschoten. Steve H. werd schuldig bevonden en veroordeeld tot 12 jaar cel. In 1989 bekende zijn halfbroer A. M. dat hij de dader was. De Hoge Raad wees een herzieningsverzoek toe.

### Zaanse paskamermoord (1984)
Op 30 november 1984 werd de 21-jarige verkoopster Sandra van Raalten dood aangetroffen in een paskamer van kledingboetiek Manouk in Zaandam. Zij was gekneveld en haar keel was doorgesneden. Sandra's sieraden en 250 gulden kasgeld waren verdwenen. Justitie geloofde niet in een roofmoord, maar beschouwde het als een uit de hand gelopen liefdesspel. Hiervoor werd de 36-jarige fietsenmaker Rob van Zaane tot 12 jaar met TBS veroordeeld. Twee jaar later werd Van Zaane in hoger beroep vrijgesproken wegens ondeugdelijk bewijs. Van Zaane heeft altijd ontkend iets met de moord te maken hebben gehad.
De werkelijke dader, Kemal Erol, werd in 2002 geïdentificeerd na DNA-onderzoek. Hij was echter al in 1993 overleden.

### Bejaardenverzorgster Ina Post (1986)
Ina Post was een Nederlandse bejaardenverzorgster, die in 1987 in hoger beroep werd veroordeeld wegens moord in 1986 op een van haar cliënten. Haar bekentenis kwam indertijd onder druk tot stand. Ze zat haar straf helemaal uit. De zaak Ina Post was tot maart 2008 in behandeling bij de Commissie evaluatie afgesloten strafzaken (CEAS). Daarop werd de zaak heropend bij de Hoge Raad waarna in 2010 vrijspraak volgde.

### Balpenaffaire (1991)
De zaak kwam rond 1995 uitgebreid in het nieuws. Een vrouw in Leiden was in 1991 dood in haar huis gevonden met een 14 centimeter lange Bic-balpen in haar rechter oogkas. Op het eerste gezicht was daar niets van te zien. In eerste instantie werd gedacht dat de vrouw gestruikeld was en daarbij de pen in haar oog kreeg, maar aan deze toedracht werd getwijfeld. In 1995 werd haar zoon aangehouden, omdat een psychotherapeute beweerde dat hij haar verteld had dat hij met een kruisboog zou hebben geschoten. In oktober 1995 werd de zoon veroordeeld wegens moord. Uitgebreide schietproeven toonden echter aan dat het onwaarschijnlijk was dat de vrouw zo vermoord zou kunnen zijn. Via een val zou de pen wel zonder zichtbare schade in het hoofd terechtgekomen kunnen zijn. Daarom werd de zoon in hoger beroep vrijgesproken.

### Hendrik W. uit Almelo (1993)
Op 22 januari 1993 was er tijdens een feest in Vriezenveen sprake van een steekpartij. Hendrik W. kreeg daarvoor op basis van verschillende getuigenverklaringen een celstraf van vijftien maanden conform de eis van de advocaat-generaal. Sindsdien voerde hij een strijd om zijn onschuld te bewijzen.
Het slachtoffer van de steekpartij bleef langdurig in coma. Nadat het slachtoffer uit coma kwam schreef hij in een brief aan Hendrik W. dat waarschijnlijk een andere persoon had gestoken.
Omdat Hendrik W. en de andere persoon niet beiden voor de steekpartij konden worden veroordeeld, gaf de Hoge Raad het gerechtshof in Leeuwarden de opdracht de oude strafzaak opnieuw te behandelen. Bij dit gerechtshof werden elf getuigen gehoord. De meesten hadden in eerste instantie W. als schuldige aangewezen, maar verklaarden naderhand bij het hof dat het toch de andere man (H.) was geweest. Drie getuigen die hadden gelogen werden daarom wegens meineed vervolgd. Volgens het gerechtshof zeiden de getuigen in eerste instantie dat W. de dader was uit angst voor H.
Hendrik W. heeft zijn celstraf uitgezeten. Als gevolg van de veroordeling is hij uit zijn huis gezet.

### Puttense moordzaak (1994)
In 1994 werd de 23-jarige stewardess Christel Ambrosius vermoord aangetroffen in het huis van haar grootmoeder op de Veluwe. Hiervoor arresteerde de politie vier mannen die dat weekend door het bos waren gereden met hun groene Mercedes. Hoewel het DNA van op het slachtoffer aangetroffen sperma niet van een van hen was, werden Wilco Viets en Herman Dubois hiervoor toch tot 15 jaar gevangenisstraf veroordeeld. Na een herzieningsverzoek werden zij in april 2002 vrijgesproken van de moord. Ze hadden hun straf toen al geheel uitgezeten.
In 2008 werd Ronald P. opgepakt die in 2009 voor deze moord werd veroordeeld tot 15 jaar gevangenisstraf.

### Pettense campingmoord (1994)
Op 2 juli 1994 werd op een camping in Petten het stoffelijk overschot aangetroffen van de Duitse toerist Peter Teschke. Hij was gestoken met een scherp voorwerp. Na arrestatie en verhoor bekende Frank V. , een lid van dit Duitse reisgezelschap, hem met opzet te hebben gestoken.
Tijdens latere politieverhoren trok hij die verklaringen echter weer in.
Het Gerechtshof te Amsterdam veroordeelde op 26 oktober 1995 V. tot 5 jaar gevangenisstraf. Op 8 oktober 1996 werd cassatieberoep door de Hoge Raad verworpen.
Op 5 april 2011 wees de Hoge Raad een eerste herzieningsaanvraag af.
Op 16 september 2019 bracht de Adviescommissie Afgesloten Strafzaken advies uit. De zaak viel volgens de commissie in de categorie potentieel onveilige veroordelingen, nu de bewezenverklaring in deze zaak vergaand stoelde op een bekennende verklaring en forensisch-technisch bewijs afwezig was.
Deskundige Melanie Sauerland – rechtspsycholoog aan de Maastricht University - had een rapport opgesteld over een psychologisch onderzoek naar de geloofwaardigheid van de bekennende verklaringen en er werd een getuigenverklaring opgesteld en vertaald uit het Duits over de uitspraak van een toenmalige groepsgenoot die verklaard had dat hij in Nederland iemand om het leven zou hebben gebracht.
Deze twee dingen zijn als nieuwe feiten in het tweede herzieningsverzoek op 22 september 2020 bij de Hoge Raad ingediend. De herzieningsaanvraag is ingediend door Niels van Schaik en Steven D. Groen, beiden advocaat te Utrecht.
De Hoge Raad verklaarde op 20 april 2021 de herzieningsaanvraag gegrond en verwees de zaak door naar het Hof in Den Haag. Op Woensdag 25 mei 2022 werd de verdachte na 28 jaar alsnog vrijgesproken.

### Schiedammer parkmoord (2000)
In 2000 werden in een park in Schiedam twee kinderen seksueel misbruikt en een van hen (Nienke Kleiss) gedood. Het vriendje van het gedode meisje, en tevens medeslachtoffer, kon de dader beschrijven. De politie arresteerde na enkele maanden Cees B., hoewel die niet met het aangegeven signalement overeenkwam. Het enige belastende aan B. was dat hij pedofiel was, destijds kort na de moord op de plaats delict aanwezig was en toen een fiets bij zich had. Hij had nota bene zelf de politie gebeld.

### Lucia de Berk (2003)
Lucia de Berk was een Haagse verpleegkundige die tot levenslang werd veroordeeld voor zeven vermoede moorden en drie vermoede pogingen tot moord tijdens het uitoefenen van haar functie. Haar veroordeling steunde voor een belangrijk deel op volgens verschillende experts omstreden statistische redeneringen.
Na een advies van de Commissie evaluatie afgesloten strafzaken in 2007 werd de strafzaak heropend.
Op 14 april 2010 werd de Haagse verpleegkundige definitief vrijgesproken van de zeven moorden en de drie pogingen daartoe. Dat de doodsoorzaak in deze gevallen inderdaad onnatuurlijk was geweest, werd bij nader inzien toch niet bewezen geacht.

### Spelonkzaak (Bonaire, 2005)
De veroordeling van Andy Melaan en Nozai Thomas werd herzien op 4 december 2013.
Op 15 juli 2005 werden de lichamen van de broers Wendell en Lisandro Martis gevonden bij de vuurtoren Spelonk op Bonaire.
Ze waren door het hoofd geschoten. Er werden binnen enkele dagen twee mannen gearresteerd: hoofdverdachte Macho Wanga en zijn neef Chong Craane. Wanga stelde dat Andy Melaan en Nozai Thomas ook schuldig waren. Zij werden enkele weken later opgepakt. Nozai Thomas bekende valselijk onder grote druk. Andy Melaan bleef ondanks 40 dagen eenzame opsluiting  ontkennen. Ze werden veroordeeld tot lange gevangenisstraffen (Melaan 24 en Thomas 8 jaar). Een herzieningscommissie adviseerde in 2009 de veroordelingen in stand te laten. De Curaçaose psycholoog Lucio Ricardo werkte sinds 2006 aan deze zaak en schakelde na de afwijzing door de herzieningscommissie dr. Harrie Timmerman en oud-rechercheur Dick Gosewehr in. Er werden talloze tekortkomingen in het politieonderzoek aan het licht gebracht en er werd een alibi vastgesteld aan de hand van onderzoek aan de computers van veroordeelde. De eerste zitting na de herzieningsaanvraag vond plaats in augustus 2012 in het gemeenschappelijk Hof van Justitie in Kralendijk (Bonaire), in november (mondeling) en op 4 december 2013 (schriftelijk) werd de herziene uitspraak bekendgemaakt: vrijspraak.

### Spoofing (2019)
Op 5 maart 2019 veroordeelde de rechtbank Gelderland de zwakbegaafde Berry de R. wegens belaging, bedreiging en belediging van S. tot 12 maanden gevangenisstraf. Het bewijs steunde uitsluitend op berichten via Facebook Messenger en sms-berichten. In 2021 meldde S. zich bij Zeeman confronteert met het verhaal dat De R. haar na zijn veroordeling was blijven stalken. De redactie vond daar echter geen bewijs van, integendeel. In juni 2022 werd  S. in de uitzending geconfronteerd met hun bevinding dat zij de stalking ensceneerde. „Ik heb ze verstuurd”, geeft ze na aandringen toe. „Het is gewoon een rommel.”. Daarop besloten OM en politie te onderzoeken of ook de stalking van 2017 geënsceneerd was. Op grond van dat onderzoek is in mei 2023 besloten de vrouw te vervolgen.

## Door twijfel omgeven strafzaken
Bij onderstaande strafzaken is er sprake van twijfel.

### De zaak-Hogerhuis (1896)
Op 5 december 1896 vond een inbraak met geweld plaats in een boerderij in het Friese plaatsje Britsum. Boer Haitsma was samen met Ymkje Jansma en haar broer Sieds in het huis. Sieds raakte door twee schoten gewond. De drie broers Hogerhuis uit Beetgum werden verdacht. Wybren Hogerhuis had een verhouding met Ymkje. Nadat Wybren de relatie had beëindigd, heeft zij onder druk van de politie belastende verklaringen afgelegd. Het overige bewijs, een lantaarn en een aantal kogels die waren gevonden op de plaats delict, waren niet aan een van de broers Hogerhuis te verbinden. De zaak kreeg een politieke lading doordat de broers actief waren in de Sociaal-Democratische Bond van Ferdinand Domela Nieuwenhuis en met name in socialistische kringen werd justitie verweten niet geïnteresseerd te zijn in waarheidsvinding maar in het onderdrukken van de arbeidersbeweging. De drie broers werden veroordeeld tot 12, 11 en 6 jaar gevangenisstraf. Ondanks herhaalde herzieningsverzoeken door o.a. Pieter Jelles Troelstra werd de zaak niet heropend.

### Keesje Vermeulen (1948)
Op 11 april 1948 verdween de 9-jarige Keesje Vermeulen uit Rotterdam. Negen dagen later wordt hij teruggevonden in een jutezak die in de Delfshavense Schie dreef. Hendrik Karper, een ondernemer met een landbouwbedrijf, wordt daarvoor tot levenslang veroordeeld. In 1951 ging de politie langs bij de plaatselijke kapper X. die door zijn broer van de moord werd beschuldigd. De kapper was eerder veroordeeld voor seksueel misbruik van een minderjarig meisje. De kapper werd echter niet vervolgd. Pas in 1954 zag justitie in dat de veroordeling van Karper op niets berustte. Karper was enkel veroordeeld op basis van het feit dat hij ooit betrapt was op ontucht met een minderjarige arbeider in een schuur van zijn bedrijf en het feit dat bij hem sinds de verdwijning van Keesje Vermeulen een jutezak was verdwenen. Geen van de getuigen kon met zekerheid vaststellen dat de jutezak waar Keesje in gevonden werd van het bedrijf van Karper moest zijn.

### Moord in de Achterhoek (1970)
Op 5 februari 1970 werd de 12-jarige Rinie Wielheesen dood en ontkleed aangetroffen in het bos van de Kloosterlaan in Gaanderen. Men arresteerde hiervoor de 22-jarige Jan S. uit Doetinchem, die bekende dat hij Rinie had vermoord. Later komt vast te staan dat hij op het tijdstip van de moord bij vrienden was. Volgens Jan heeft hij bekend onder druk van de politie. Niet lang na de vrijlating van S. arresteert de politie een 17-jarige bouwvakker. Maar ook die blijkt onschuldig te zijn. Een pater uit een naburige abdij is verdacht geweest; deze pater werd later overgeplaatst naar het buitenland wat de verdachtmakingen bij de mensen in de omgeving versterkte. De politie had geen basis voor verdere verdenking van de pater.

### Bemmelse Annie (1962 en 1974)
Annie E., Bemmelse Annie, is een vrouw die misschien ten onrechte veroordeeld is voor de moord op haar moeder. Zij werd in april 1965 verdacht van het vergiftigen van haar vader Karel E., die op 1 mei 1962 plotseling was gestorven. In een koffiepot zou ze parathion hebben gemengd en dit aan haar vader in zijn schuurtje hebben gegeven. Politie-inspecteur Van 't Sant probeerde koste wat kost de dan dertigjarige vrouw veroordeeld te krijgen. Door de rechtbank werd zij veroordeeld, maar in hoger beroep werd zij vrijgesproken. Er waren geen sporen van vergif gevonden en misschien had haar vader zelfmoord gepleegd vanwege hoge schulden. In april 1974 werd haar moeder Mathilda E. doodgeslagen en gewurgd in haar woning gevonden. Annie E. werd weer verdacht, onder andere omdat zij bloed op haar kleren had en aanvankelijk loog over het feit dat zij die ochtend bij haar moeder was langsgegaan. Zij werd in hoger beroep door het hof veroordeeld tot 12 jaar gevangenisstraf. Zij is altijd blijven ontkennen haar ouders te hebben vermoord. Over de zaak is door Toni Boumans en Wim Kayzer een radiodocumentaire gemaakt, die door de VARA werd uitgezonden. Talloze betrokkenen komen daarin aan het woord, een aantal uit serieuze twijfel aan de schuld van Annie. In de documentaire wordt de dubieuze rol van zowel de betrokken rechercheurs als de onderzoekende psychiaters uitvoerig belicht. Echter ook de advocaat die Annie E. in de laatste rechtszaak bij het hof in Arnhem bijstond, heeft nogal wat steken laten vallen bij de verdediging. Op basis van de documentaire publiceerden Boumans en Kayzer in 1979 het boek "De zaak Annie E" (uitg. Bert Bakker.)

### Dorothea van Wijlick (1985)
Dorothea van Wijlick was een gefortuneerde weduwe die in september 1983 in het geheim huwde met haar homoseksuele butler Dick van Leeuwerden. Vijf weken later werd ze dood aangetroffen in haar bed. De patholoog-anatoom constateerde een onnatuurlijke dood. Mede op grond van twee later ingetrokken getuigenverklaringen werd Van Leeuwerden in 1985 veroordeeld tot 12 jaar gevangenisstraf wegens moord op Dorothea. Van Leeuwerden heeft de straf uitgezeten en kwam in 1993 weer vrij. Herzieningsverzoeken zijn steeds afgewezen. Op 27 november 2014 heeft de Advies Commissie Afgesloten Strafzaken (ACAS) aanbevolen om een drietal onafhankelijke cardiologen om een oordeel te vragen.

### Bredase restaurantmoord (1993)
Zes verdachten van een moord op de moeder van de eigenaar van een Chinees restaurant in Breda werden in 1994 op basis van tegenstrijdige verklaringen veroordeeld tot celstraffen tot 10 jaar. Ontlastende verklaringen werden buiten het dossier gehouden. In 2012 heeft de Hoge Raad besloten tot herziening van de strafzaak. Het Gerechtshof in Den Haag heeft het eerder vonnis tegen de veroordeelden bevestigd. Een nieuw herzieningsverzoek is in 2015 afgewezen. Het cassatieberoep daartegen heeft de Hoge Raad verworpen op 19 december 2017.

### Moord op Maja van Vloten (1994)
Maja van Vloten werd in een septembernacht in 1994 in haar huis aan de Meeuwerderbaan in Groningen met tientallen messteken afgeslacht. In 2005 werd in deze zaak een VN-veteraan, de uit Groningen afkomstige Karel veroordeeld tot acht jaar cel. Karel had bekend maar politie, justitie en rechtbank wisten dat zijn verklaringen totaal niet klopten met de forensische bewijzen.
Medio 2010 berichtte De Telegraaf op grond van onderzoek door oud-politiepsycholoog Harrie Timmerman dat Karel ten onrechte achter de tralies zat. Gebleken is dat justitie al kort na het misdrijf een potentiële dader in de cel had: de Egyptenaar Iman H. was in december opgepakt op verdenking van de moord, maar kort daarna vrijgelaten bij gebrek aan bewijs.
Iman H. mishandelde eerder een vriendin en viel haar aan met een mes; ook hield hij een andere vrouw met haar hoofd onder water. Vastgesteld is dat Iman H. Maja kende; hij was een cliënt geweest van Maja die als coördinatrice bij Vluchtelingenwerk werkte.
Advocaat Geert-Jan Knoops, raadsman van de onterecht veroordeelde Karel, wil dat gevonden bloedsporen opnieuw worden onderzocht en worden vergeleken met DNA van Iman H. Knoops hoopt op een herziening van de zaak van Karel.

### Kevin Sweeney (1995)
Op maandag 17 juli 1995, even na tweeën in de nacht, zou Kevin Sweeney zijn vrouw Suzanne door brandstichting in hun nieuwe, nog niet ingerichte huis te Steensel (bij Eindhoven) vermoord hebben. Van deze tenlastelegging werd hij op 24 oktober 1996 door de rechtbank in Den Bosch vrijgesproken. Het OM ging 6 november 1996 in beroep, maar gaf ter terechtzitting van 3 november 1997 aan dat nog veel onderzocht moest worden. Na drie jaar en drie maanden en een zevental reconstructiepogingen van de brand in een
nagebouwde slaapkamer vond de inhoudelijke behandeling in hoger beroep op 6 februari 2001 plaats. Het gerechtshof in Den Bosch veroordeelde Sweeney op 20 februari 2001 tot 13 jaar gevangenisstraf vanwege moord door brandstichting. De Hoge Raad weigerde een verzoek tot herziening. Sweeney ging in beroep bij het Europese Hof, maar ook zonder succes.
Alle brandsporen wijzen op een matrasbrand, veroorzaakt door roken in bed. De reconstructiepogingen, waarbij brand werd aangestoken met behulp van zes liters benzine, leverden volstrekt andere brandsporen. Suzanne rookte, er waren peuken in de badkamer, een pak lucifers en sigaretten op de vloer van de slaapkamer. Het bewijs dat ze niet rookte was, volgens de aanklager, dat er geen asbakje in de slaapkamer was.
Kevin was rond twee uur 's nachts vertrokken, vanwege ziekte van een van zijn dochters die verbleef, met oppas, in Sweeneys oude woning in België, nabij Brussel. Kwart voor drie liepen getuigen rond het huis vanwege een melding van de (net geïnstalleerde) inbraakalarminstallatie en merkte niets alarmerends, zeiden ze tegen de politie later, maar zes maanden later erkenden ze toen wel brandlucht te hebben geroken. Ze probeerden binnen te komen met de sleutel van de huishoudster, maar de deuren waren van binnenuit vergrendeld. Rond dezelfde tijd had een buurman een aanhoudend getik gehoord. Later bleek dat Suzanne een tijd lang onderaan het raam had getikt, waarschijnlijk al half bedwelmd door zuurstofgebrek. Pas om half vier werd rook en later vuur opgemerkt door voorbijgangers. Om vier uur arriveerde Sweeney in België; tegelijkertijd kwamen de brandweer, politie en ambulance aan in Steensel, aanzienlijk langer na de noodmelding dan volgens de richtlijnen acceptabel is. Bij Suzanne waren nog tekens van leven maar een half uur later zijn reanimatiepogingen gestaakt. Doodsoorzaak: koolstofmonoxidevergiftiging.

### Arnhemse villamoord (1998)
Op 2 februari 2021 maakte de advocaat-generaal bekend aan de Hoge Raad een negatief advies te geven over het herzieningsverzoek omdat er geen sprake zou zijn van een novum. De Hoge Raad oordeelde op 20 april 2021 dat de herzieningsaanvraag ongegrond is.

### Deventer moordzaak (1999)
De Deventer moordzaak is de naam die gegeven wordt aan de strafzaak na de moord op de weduwe Wittenberg in september 1999 te Deventer. Deze zaak is een van de langst lopende uit de geschiedenis van het Nederlands strafrecht. De juistheid van de veroordeling van de veronderstelde dader, Ernest Louwes, werd herhaaldelijk betwist door de media, op instigatie van opiniemaker Maurice de Hond. Met betrekking tot zijn bepleiten van de onschuld van Louwes, die destijds de boekhouder was van de weduwe Wittenberg, wees hij in plaats van hem, de klusjesman van Wittenberg aan als schuldige. Hiervoor werd De Hond in 2007 veroordeeld wegens smaad, in een vonnis dat in hoger beroep in 2011 standhield. De twijfel die over de uitspraak was ontstaan door aanhoudende uitlatingen van De Hond, en die vervolgens door de media breed overgenomen werden, is een voorbeeld van trial by media.

### Schipholbrand (2007)
De marechaussee arresteerde op 7 november 2005 in het Brandwondencentrum Beverwijk de toen 25-jarige Libiër Ahmed Isa Al-Jabali, die later veroordeeld werd voor de brandstichting van de Schipholbrand. De man zat in cel 11 van het cellencomplex en zou worden uitgezet. Zijn advocaat verklaarde dat hij de brand niet opzettelijk had gesticht. Op 15 juni 2007 werd hij tot 3 jaar celstraf veroordeeld. Het Nederlandse ingenieursbureau DGMR voerde in opdracht van justitie een onderzoek uit, waarvan de conclusie was dat dat de brand waarschijnlijk was ontstaan door een ongeluk, maar dat opzet niet kon worden uitgesloten. Tijdens deze zaak uitte een branddeskundige, die ingeschakeld was door Eduard Damman, de advocaat van de Libiër, sterke twijfel over het door DGMR uitgevoerde onderzoek naar het ontstaan van de brand. Het OM maakte op 4 juli 2007 bekend andere verantwoordelijken niet te zullen vervolgen.
Op 30 oktober 2007 maakte het Hof in Amsterdam bekend dat er nieuw onderzoek komt naar de brand. Ahmed Isa Al-Jabali werd in afwachting van het onderzoek vrijgelaten.
In november 2008 stelde de veiligheidsonderzoeker Bas van den Heuvel op grond van met computers bewerkte beelden van de beveiligingscamera's dat de brand niet in cel 11 is ontstaan, maar in de schilruimte, die de cellen overdekt. Op de bewuste videobeelden is zichtbaar dat daar en in de technische ruimte naast cel 11 eerder rook is te zien dan in de cel zelf. Dit zou betekenen dat de man uit Libië slachtoffer is en geen dader, en dat deze ten onrechte tot drie jaar gevangenisstraf is veroordeeld.

### Christel Ambrosius en Anneke van der Stap (2014)
Nadat de Puttense moordzaak al de naam kreeg van een van grootste gerechtelijke dwalingen in de geschiedenis van het Nederlandse strafrecht, waardoor twee personen tot gevangenisstraffen werden veroordeeld, werd in 2008 een nieuwe verdachte aangehouden en 15 juli 2014 door het Gerechtshof te Den Haag veroordeeld: Ronald P., die later ook werd veroordeeld voor de doodslag op Anneke van der Stap. In 2017 publiceerde wetenschapsfilosoof Ton Derksen, wiens onderzoek er mede toe had geleid dat Lucia de Berk alsnog vrijgesproken werd, het boek Putten 2 - De onterechte veroordeling van Ronald P., waarin hij stelde dat de bewijsvoering in beide zaken rammelde en dat Ronald P. mogelijk voor beide levensbeëindigingen ten onrechte zou zijn veroordeeld, waarmee het vermoeden rees dat er dan een nog grotere dwaling zou kunnen hebben plaatsgevonden.

## Rechterlijke dwalingen in België
Officieel zijn er in België geen gevallen van rechterlijke dwaling vastgesteld. Beweerde slachtoffers van gerechtelijke dwaling kunnen in principe terecht bij de Commissie voor herziening in strafzaken, die in 2018 werd opgericht.

## Gerechtelijke dwalingen buiten Nederland en België

### Nicola Sacco en Bartolomeo Vanzetti
In 1920 werden in de Verenigde Staten de Italiaanse immigranten en anarchisten Nicola Sacco en Bartolomeo Vanzetti bij toeval op straat gearresteerd. Ze werden vastgehouden zonder aanklacht, die kort daarna toch werd gevonden doordat kort voor de arrestatie in Braintree (Massachusetts) een roofoverval was gepleegd. Sacco en Vanzetti werden in staat van beschuldiging gesteld en in 1927 ter dood gebracht, hoewel tijdens het langslepende proces niets wees op hun schuld en er meerdere getuigen waren die bewezen dat beiden niet op de plek van de misdaad hadden kúnnen zijn.

### Ethel en Julius Rosenberg
In 1951 werd in de Verenigde Staten het echtpaar Julius en Ethel Rosenberg ter dood veroordeeld wegens spionage voor de Sovjet-Unie. Zij werden ervan beschuldigd atoomgeheimen doorgespeeld te hebben. Het bewijs tegen de twee was flinterdun en kwam er eigenlijk alleen op neer dat zij overtuigd communisten waren, voor spionage werd geen bewijs gevonden. Later bleek uit archieven in de Sovjet-Unie dat Julius wel degelijk als koerier werkzaam was voor de Russen, maar voor de betrokkenheid van zijn vrouw is nooit enig bewijs gevonden. Desondanks werden beiden in 1953 op de elektrische stoel ter dood gebracht. De veroordeling was tevens de aanleiding voor de heksenjacht op communisten door senator Joe McCarthy.

### Birmingham en Guildford
De Birmingham Six, de Guildford Four en de Maguire Seven zijn ten onrechte veroordeeld voor betrokkenheid bij bomaanslagen van de IRA in 1974 in Birmingham resp. Guildford. Na jarenlange gevangenisstraffen werden zij in 1990 en in 1991 in vrijheid gesteld. De film In the Name of the Father vertelt het verhaal van de Guildford Four.

### Williamson en Fritz
In 1987 werden Ron Williamson en Dennis Fritz in Ada, Oklahoma, veroordeeld tot respectievelijk de doodstraf en levenslang, voor de moord op de serveerster Debbie Carter. Uiteindelijk werden ze na 12 jaar vrijgesproken op basis van bevindingen in een DNA-onderzoek. De schrijver John Grisham schreef hier het boek "The Innocent Man" over. Uiteindelijk is Glen Gore voor deze moord tot levenslang veroordeeld.

### Aleksandr Kravtsjenko
Op 5 juli 1983 werd in de Sovjet-Unie Aleksandr Kravtsjenko geëxecuteerd voor de moord op een negenjarig meisje in Sjachty in 1978. Later bleek dat dit meisje het eerste slachtoffer was van Andrej Tsjikatilo, een seriemoordenaar ook bekend als "Rostov ripper". Hij werd pas in 1990 gearresteerd. De autoriteiten gingen bij de familie van Kravtsjenko langs, de familie had tot dan toe nog geen idee van het overlijden van Kravtsjenko.

### John Demjanjuk
John (Ivan) Demjanjuk werd in de jaren zeventig "herkend" als kampbewaarder in Treblinka met de bijnaam "Iwan de Verschrikkelijke". In 1988 werd hij in Israël ter dood veroordeeld. In 1991 bleek echter dat in Sovjet-archieven een andere persoon was gekoppeld aan deze bijnaam. In 1993 volgde vrijspraak.
Demjanjuk verhuisde (voor de tweede keer) naar de VS, vanwaar hij in 2009 naar Duitsland werd gestuurd om opnieuw terecht te staan, omdat hij ervan verdacht werd kampbewaarder te zijn geweest in Sobibór. Een SS-identiteitsbewijs vormde het belangrijkste bewijs. Demjanjuk, die na een veroordeling in eerste aanleg (2011) het hoger beroep in vrijheid mocht afwachten, overleed voordat dit hoger beroep kon plaatsvinden.

### West Memphis Three
Vanwege de vermeende moord op drie kinderen werden Damien Echols, Jessie Misskelley Jr. en Jason Baldwin, later bijgenaamd de 'West Memphis Three', in 1994 veroordeeld tot respectievelijk de doodstraf, levenslang plus tweemaal 20 jaar gevangenisstraf en levenslange gevangenisstraf. In 2011 werden ze vrijgelaten na een schikking met justitie.

### Amanda Knox
In 2007 werd de Britse huisgenote van Amanda Knox, een Amerikaanse studente op uitwisseling in Perugia, Italië, vermoord. Daarop werd Knox verdachte in de zaak en werd ze uiteindelijk veroordeeld tot 26 jaar gevangenisstraf. In hoger beroep werd ze vrijgesproken, maar daarna opnieuw veroordeeld. Het hoogste gerechtshof sprak haar uiteindelijk geheel vrij. De zaak kreeg veel media-aandacht en er zijn sindsdien verschillende documentaires over gemaakt en boeken over geschreven.

### Schandaal bij de Britse posterijen (2015)
Tussen 1999 en 2015 werden meer dan 900 kantoorhouders van het Britse Post Office veroordeeld voor diefstal, fraude en financiële tekorten die in feite veroorzaakt waren door fouten in Horizon, een boekhoudprogramma ontwikkeld door Fujitsu.